# Blue Hill (Santa Elena)
Cerro Azul (en inglés: Blue Hill) es una colina y uno de los ocho distritos de la isla Santa Elena, un territorio británico de ultramar en el océano Atlántico Sur, que se encuentra en el oeste y suroeste de la isla. Su principal asentamiento, con donde se ubica el centro comunitario, es Blue Hill Village (Villa Cerro Azul). El distrito también incluye el asentamientos de Planta Árida, Head o' Wain, Woodlands, Thompson's Wood, Broad Bottom, y las nuevas zonas residenciales de High Hill y Burnt Rock/Horse Pasture. La parte sur del distrito está deshabitado.
Blue Hill es el más grande, más remoto, más rural, menos poblado y menos densamente poblado de los ocho distritos de Santa Elena. En el año 2008 tenía una población de 153 habitantes, en comparación con una población de 177 en 1998.
En 2011, una propuesta fue publicada en el Washington Post (y reproducido en el St. Helena Independent) diciendo que Cerro Azul se convertiría en una "aldea de jubilación para los dictadores en el exilio", haciendo referencia a su aislamiento y escasa población existente.
Hay una estación meteorológica en Broad Bottom.